# Jassidophaga melanosa
Jassidophaga melanosa är en tvåvingeart som beskrevs av De Meyer och Patrick Grootaert 1992. Jassidophaga melanosa ingår i släktet Jassidophaga och familjen ögonflugor. Inga underarter finns listade i Catalogue of Life.